# Vit fingerört
Vit fingerört (Potentilla alba) är en rosväxtart som beskrevs av Carl von Linné. Vit fingerört ingår i Fingerörtssläktet som ingår i familjen rosväxter. Inga underarter finns listade i Catalogue of Life.